# Battaglia di Acinello
La battaglia di Acinello venne combattuta presso l'omonima contrada, vicino Stigliano (provincia di Matera) il 10 novembre 1861 e vide contrapporsi le truppe regolari del Regio esercito con i militi della Guardia nazionale e i briganti guidati da Carmine Crocco e José Borjes, con la vittoria di questi ultimi. Fu uno dei maggiori episodi bellici avvenuti nel periodo del brigantaggio postunitario italiano.

## Il contesto storico
Nel 1861, dopo l'unità d'Italia, nel Meridione iniziò a scoppiare una forte sommossa popolare che si tramuterà in una vera e propria guerra civile. In Basilicata, le prepotenze della nuova classe dirigente e il pressappochismo del neonato governo italiano aumentarono il malcontento delle classi più misere, le quali non ottennero nessun beneficio con la conseguita trasformazione politica, a differenza dei ceti borghesi che (fedeli in precedenza ai Borbone) aderirono alla rivoluzione risorgimentale per conservare i propri privilegi e mantenere il loro status di classe dirigente. Si formarono intanto numerose bande dei cosiddetti briganti, composte da braccianti disagiati, sbandati degli eserciti borbonico e garibaldino, renitenti alla leva e criminali comuni.
La formazione principale era quella di Carmine Crocco, capo di duemila briganti, i quali agirono perlopiù in Basilicata, Irpinia e Capitanata. Il governo borbonico in esilio, convinto della possibilità di recuperare il suo regno perduto, arruolo' e in settembre mandò il generale spagnolo José Borjes, con l'obiettivo di riunire il maggior numero possibile di insorti per far decadere l'autorità savoiarda nelle ex province borboniche. Borjes, venendo dalla Calabria, raggiunse Crocco a Lagopesole e, nonostante l'alleanza, i loro rapporti non furono mai sereni.
Il 3 novembre, cominciata la marcia, i briganti iniziarono a conquistare diversi centri del Vulture-Melfese, del Principato Ultra e del Materano. Il capitano Icilio Pelizza (di stanza a Napoli e poi a Benevento), ricevette l'ordine di recarsi nel Materano per fermare le scorrerie delle bande di Crocco, capitanando un reparto di fanteria, unitosi ad un contingente della Guardia nazionale.

## Lo svolgimento
L'armata dei briganti passò per le vicinanze di Acinello il giorno antecedente (9 novembre), incontrando una quarantina di guardie nazionali che vennero subito attaccate. Le guardie fuggirono e si nascosero in un bosco nei dintorni ma vennero improvvisamente raggiunte dai briganti, che ne uccisero 4 e ne catturarono una, liberata e messa in libertà poiché non fece uso delle armi contro di loro. In serata, giunsero ad Aliano e vennero accolti dalla popolazione. Icilio Pelizza di Parma, ex garibaldino e giovane capitano di 29 anni a capo di due compagnie del 62º fanteria, provenienti da Matera, e il maggiore Emilio Petruccelli, comandante di un contingente di Guardie Nazionali provenienti da Corleto Perticara, vennero a sapere che Crocco e le sue bande erano sostate ad Aliano e decise di affrontarle in campo aperto ad Acinello, località nei pressi di Stigliano. Crocco e Borjes, ricevutane notizia, prepararono il loro piano di guerra.
Vi sono discordanze sul numero dei combattenti che parteciparono a questa battaglia. Borjes sostenne nel suo diario che Crocco schierò 400 uomini contro 550-600 regi soldati; anche Rocco Brienza, ne Il martirologio della Lucania, riportò, similmente, 500 militi tra le forze unitarie. Crocco stesso disse che le sue unità ammontarono a più di 1000 e i suoi avversari erano oltre 1200. I briganti ottennero una schiacciante vittoria, dovuta anche, secondo le parole di Borjes, all'inesperienza del capitano Pelizza, mentre Basilide Del Zio, senza fornire cifre, parla di un numero di briganti sei volte maggiore rispetto ai militari italiani. Lo svolgimento dello scontro venne minuziosamente descritto dal generale catalano nel suo diario. La banda di Crocco inviò la prima compagnia sotto gli ordini del capitano Don Francesco Forne per attaccare di fronte i fanti italiani, seguito da un altro contingente per proteggerli. Ninco Nanco, comandante della cavalleria composta da un centinaio di insorti, ricevette l'ordine di colpire il nemico sul fianco. Borjes, a capo del resto della fanteria, marciò in colonna al centro delle due ali per proteggerle in caso di scacco.

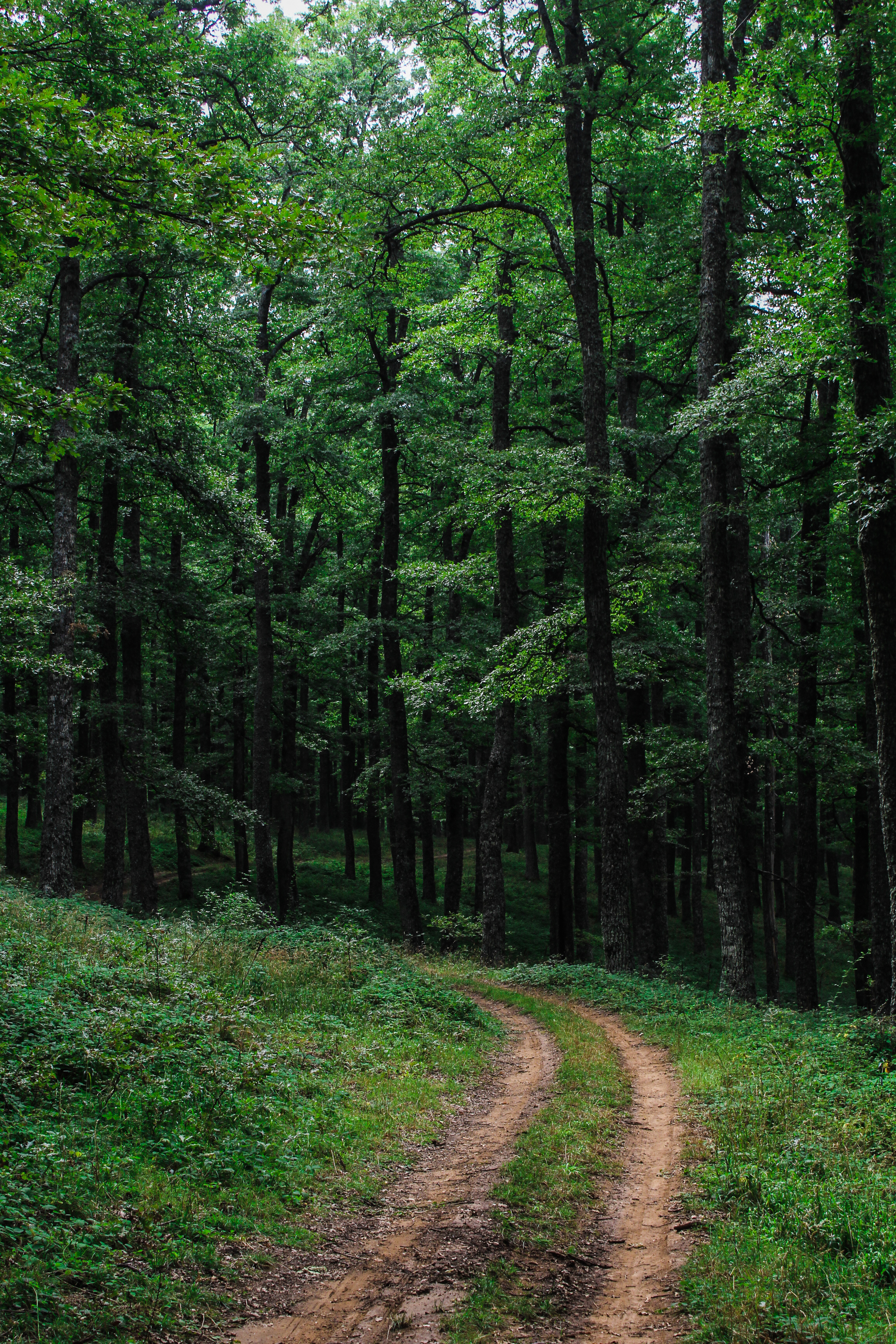
Bosco di Montepiano, dove fu rinvenuta la sciabola del capitano Pelizza

Dopo un furioso scontro di fucileria, con i fanti del 62° asserragliati su un'altura al di là del fiume Sauro, Ninco Nanco e la sua cavalleria attraversarono il fiume e aggredirono sul fianco le guardie nazionali che, dopo un duro combattimento, si diedero alla fuga. Il capitano e un gruppo di fanti, rimasti soli, indietreggiarono e presero posizione presso il Mulino di Acinello. Vedendolo in una posizione critica, Borjes fece avanzare una sezione della compagnia di riserva per prenderlo alle spalle, mentre la prima compagnia lo attaccava di fronte e la seconda a sinistra.
Pelizza e i suoi sottoposti, tentando di difendersi, attaccarono alla baionetta ma il loro sforzo di resistenza si rivelò vano. Lo stesso Pelizza perì nello scontro e vi sono due versioni riguardante la sua morte. Secondo Basilide Del Zio venne ucciso da Borjes con un colpo di arma da fuoco alla testa, dopo un lungo corpo a corpo, Crocco nelle sue memorie sostenne che fu colpito al cuore (o alla fronte) "con una palla di mezz'oncia" da un giovane brigante di 16 anni, ad una distanza di circa 30 metri. I fanti italiani sopravvissuti riuscirono ad aprirsi un varco e fuggirono verso Stigliano.

## Conseguenze
La sconfitta di Acinello, la sottovalutazione dell'alleanza tra Crocco e Borjes e l'accusa di negoziati con il capobrigante costarono caro al maggior generale Cosimo Della Chiesa, che verrà rimosso, a un paio di mesi dal conflitto, da Alfonso La Marmora per «la sua azione di comando in Basilicata giudicata inadeguata».

## Dati sulle perdite
Il Pelizza fu, probabilmente, il primo ufficiale del regio esercito a morire per mano dei briganti in Basilicata. La salma del militare fu decapitata e, per evitare ulteriori deturpazioni da parte dei briganti, Borjes impose che il cadavere venisse consegnato alle autorità che si sarebbero occupate della sua sepoltura. Nel bosco di Montepiano, in territorio di Accettura, fu rinvenuta la sua sciabola, che la guardia nazionale Nicola Chiaramonte donò al comune di Parma. Borjes annotò nel suo diario che la coalizione brigantesca ne uscì senza gravi disagi mentre quella avversaria subì una perdita di circa 40 soldati (cifra riportata anche da Brienza) e 5 furono fatti prigionieri.

## Riconoscimenti
- Pelliza venne sepolto a Corleto Perticara, in cui venne eretto un monumento in suo onore con le seguenti iscrizioni dettate dal colonnello Marchetti, comandante del 62º fanteria.

- La città di Parma rese omaggio al suo cittadino, incidendo il suo nome su una lapide collocata sul pilastro sud-ovest dei Portici del Grano, per ricordare i caduti del Risorgimento. Il colonnello Marchetti lo ricordò con queste parole:

- Lo stesso Crocco anni dopo, ormai un uomo anziano in carcere, ricordò nelle proprie memorie biografiche il valore del suo nemico, che «animava i suoi bravi piemontesi colle parole e coll'esempio e, armato di fucile come un soldato semplice, continuava a far fuoco contro di noi, senza curarsi del nostro accerchiamento».[11]